# Camillo Boccaccino

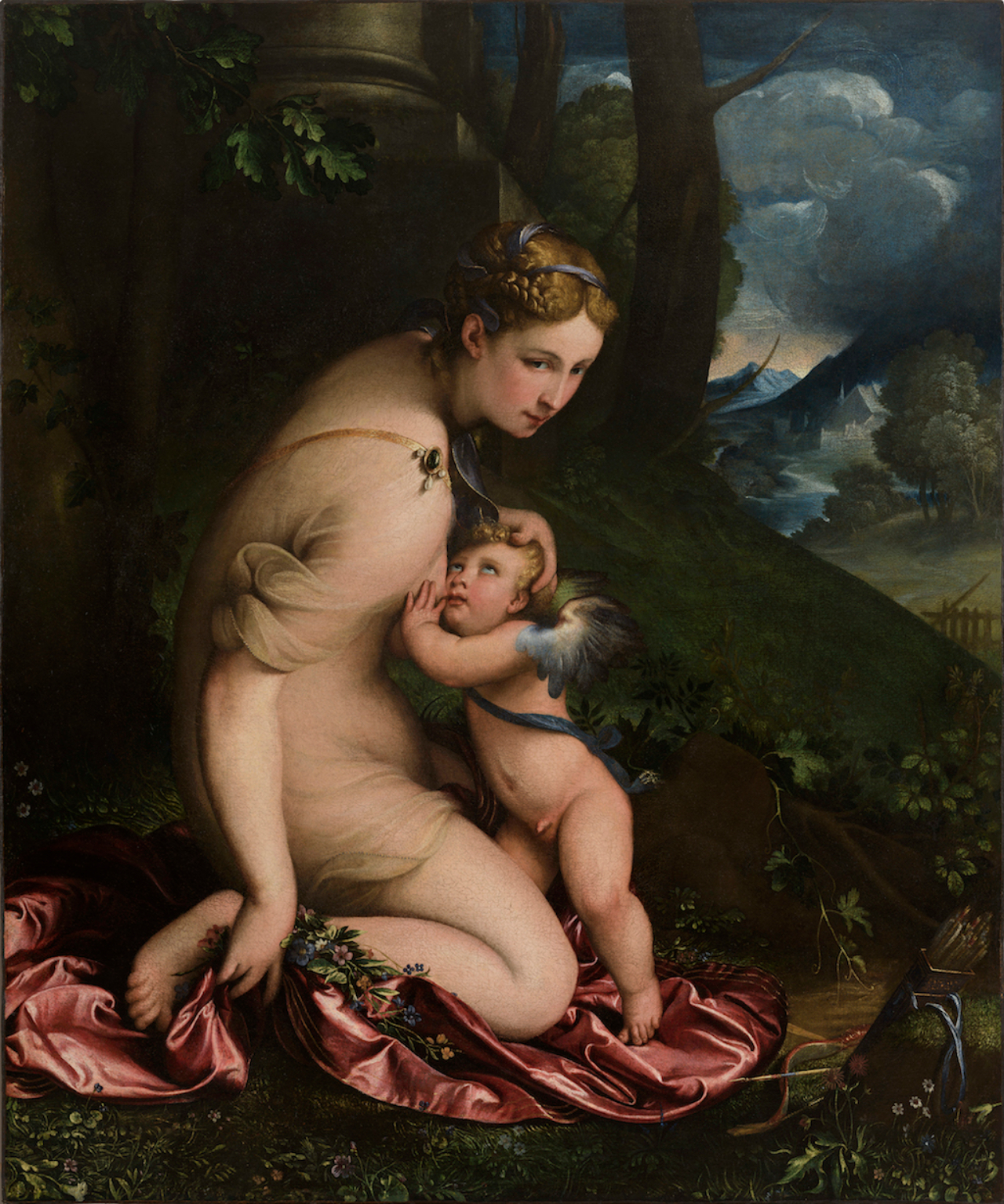
Venus saugt Amor

Camillo Boccaccino (* 1501 oder 1504 in Cremona; † 2. oder 4. Januar 1546 ebenda) war ein italienischer Maler.

## Leben
Camillo Boccaccino, der Sohn von Boccaccio Boccaccino (1467–1524), und dessen Ehefrau Adriana di Farfengo. Aus der 2. Ehe seines Vaters mit Lucrezia del Zappa soll er noch drei Geschwister gehabt haben Diamante, Fabrizio und Ottavio. Sein Großvater Antonio Boccaccino war Kunststicker am Hof von Ferrara. Er wandte sich der örtlichen antiklassischen Kunstrichtung von Gian Francesco Bembo und Altobello Meloni zu. In Cremona war er besonders tätig und soll als Gehilfe seines Vaters und des Malers Giovanni Antonio da Pordenone an der Ausführung der Fresken im Mittelschiff des Domes beteiligt gewesen sein. In den Jahren 1522 bis 1524 war er ein Schüler des Antonio da Correggio in Parma.
Sein Sohn Boccaccio II Boccaccino soll ebenfalls Maler gewesen sein.

## Werke (Auswahl)

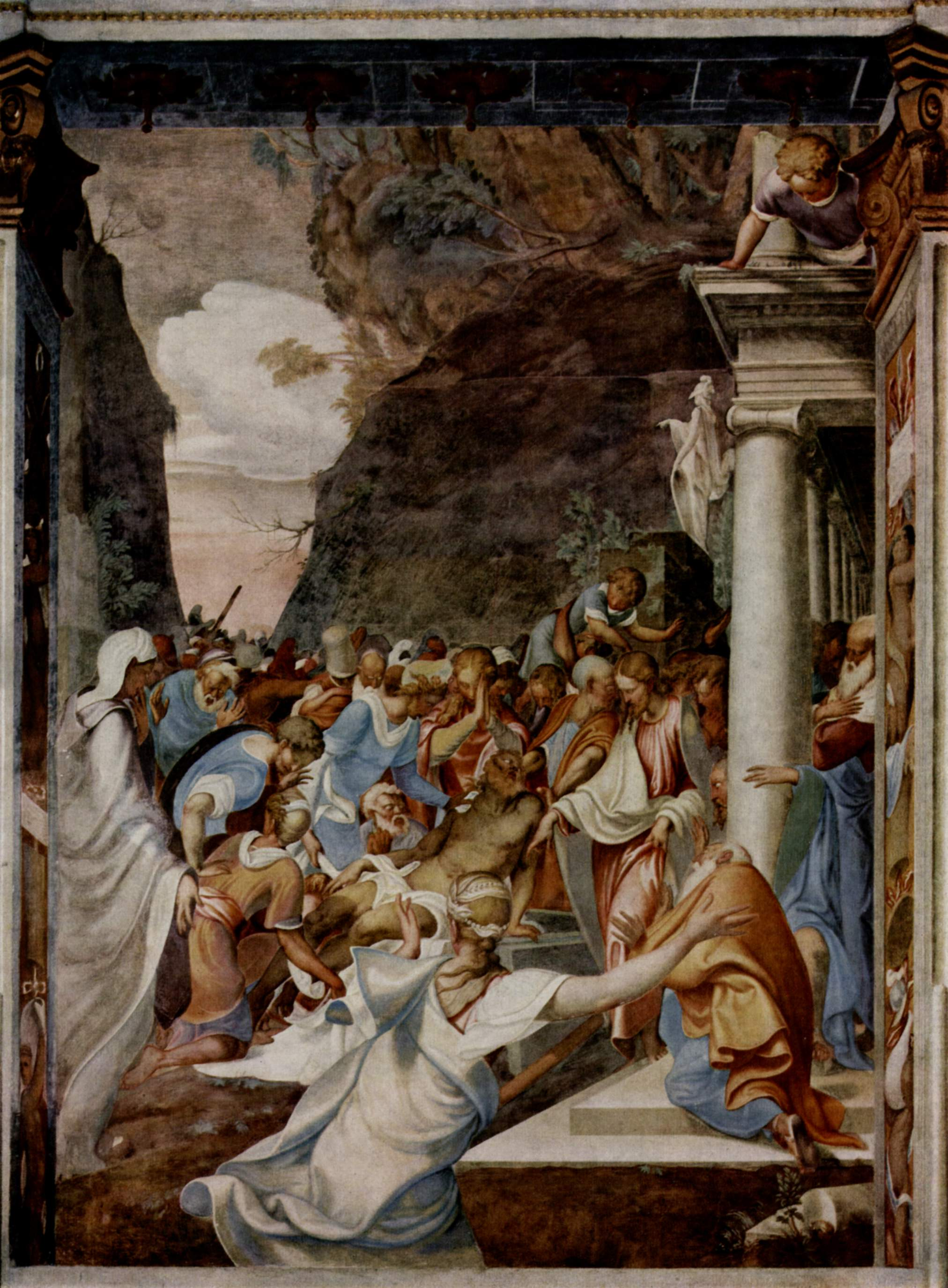
Die Auferstehung des Lazarus

- Selbstbildnis kam in die Florentiner Uffizien[6]
- um 1532: Thronende Maria mit Heiligen, Leinwand, 200 × 145 cm.
- 1532: Maria mit Kind und den Heiligen Bartholomäus, Johannes d. T., Albertus und Hieronymus, Leinwand, 296 × 165 cm
- 1536–37: Vier Evangelisten, Auferweckung des Lazarus,[7] Der Erlöser und Engel, Die Ehebrecherin Fresken im Altarchor von S. Sigismondo bei Cremona